# Тельбес (приток Кондомы)
Тельбес — река в России, протекает по Таштагольскому району Кемеровской области.
Устье реки находится в 317 км по правому берегу реки Кондома. Длина реки составляет 14 км. Впадает в Кондому в 5 км к востоку от центра Таштагола на территории Таштагольского городского поселения.

## Данные водного реестра
По данным государственного водного реестра России относится к Верхнеобскому бассейновому округу, водохозяйственный участок реки — Кондома, речной подбассейн реки — Томь. Речной бассейн реки — (Верхняя) Обь до впадения Иртыша.